# 박종철 (1935년)
박종철(1935년 3월 27일 ~ 2023년 2월 16일)은 대한민국의 정치인이다. 제19·20대 광주 동구청장을 역임했다.

## 역대 선거 결과
|  | 81.46% |

|  | 100.00% |